# Rue Alsace-Lorraine (Saintes)
Pour les articles homonymes, voir Rue d'Alsace-Lorraine.
La rue Alsace-Lorraine est une voie piétonne de la commune française de Saintes, dans le département de la Charente-Maritime.

## Situation et accès
Avec le cours national et l'avenue Gambetta, elle concentre près de 60 % des commerces du centre-ville et est une étape obligée pour qui parcourt le quartier ancien.
Elle est aujourd'hui intégrée à une zone de protection du patrimoine architectural, urbain et paysager d'une superficie de près de 880 hectares. Plusieurs rues piétonnes sont reliées à cet axe majeur, dont on trouve trace dès 1560 (voir plan de Braun).

## Origine du nom
Cette rue doit son nom à la mémoire de l'Alsace-Lorraine, provinces perdues à l'issue de la guerre de 1870 et restituées à la France par le traité de Versailles, le 28 juin 1919.

## Historique
En dépit d'un aspect pittoresque que viennent souligner quelques vieilles demeures (dont une conserve des traces de colombages, unique témoignage d'un mode de construction autrefois très répandu à Saintes), la rue Alsace-Lorraine a été entièrement repensée au XVIIIe siècle dans le cadre d'un plan d'urbanisme mis en œuvre par les intendants Auget de Montyon et Guéau de Reverseaux. Si de nombreuses maisons anciennes ont été purement et simplement abattues, pour d'autres la reconstruction n'a été que partielle, se limitant parfois à l'édification d'une façade en pierre « plaquée » sur un logis plus ancien.
Bien qu'il ne s'agisse que d'une apparence, l'ensemble des demeures bordant la rue semble relativement cohérent, symptomatique de la volonté d'« assainir » une cité décrite à la fin de l'ancien régime comme « une pauvre ville » dont « les rues sont étroites et les maisons mal bâties ».
Comptant parmi les premiers chantiers visant à transformer la ville, le réaménagement de cet axe porte ses fruits, au point qu'un témoignage datant du début du XIXe siècle évoque des maisons « toutes renouvelées depuis soixante ans » et que le célèbre érudit Charles Dangibeaud écrive quelques décennies plus tard que « la proportion de maisons de la deuxième moitié du XVIIIe siècle est si forte qu'on croirait, à première vue, Saintes entièrement reconstruite après une formidable catastrophe ».
La rue Alsace-Lorraine est connue dès le Moyen Âge. Longtemps connue sous le nom de « rue porte Aiguière », elle forme une voie de circulation orientée nord/sud reliant la porte Aiguière (une des principales portes fortifiées de la ville médiévale) au quartier épiscopal, regroupé autour de la cathédrale, du cloître, de la manécanterie, du palais épiscopal et de l'hôtel-Dieu. De nombreuses placettes, dites « cantons » rythment son cours et sont autant de lieux de vie et de négoce. Parmi celles-ci se trouvaient notamment les cantons des Forges (au niveau de la rue Victor-Hugo) et de Pantecoste ou des Trois-Maries (actuelle place de l'Échevinage).
Comme dans la plupart des villes à cette époque, l'hygiène reste un problème majeur et plusieurs édits tentent de venir à bout des riverains qui par facilité, déversent volontiers pots de chambre et autres immondices sur le pavé. Ces pratiques ne sont pas sans conséquence et ici comme ailleurs, on relève des épidémies sporadiques, en particulier de peste noire et de choléra. Quant à la porte Aiguière (située autrefois dans le prolongement de la rue), on déversait à ses abords fumier et autres matières propres à fertiliser les champs, les effluves s'en dégageant lui faisant gagner le surnom peu flatteur de « porte Merderia » !
Il faut attendre le dernier tiers du XVIIIe siècle pour que cette situation évolue enfin favorablement, que la rue soit réaménagée et les remparts détruits.
Devenue rue Alsace-Lorraine à la faveur de l'armistice de 1918, cette importante voie commerçante ne souffre pas de la politique de « rénovation » entreprise dans les années 1960 (destruction de ruelles anciennes, de la chapelle des Jésuites, des halles, de la maison du Dr Guillotin) mais est au contraire intégrée à un quartier piéton dans les années 1980. La piétonnisation du centre historique est mise en place par étape : la partie haute de la rue Alsace-Lorraine (du cours national à la rue Victor Hugo) est interdite aux véhicules chaque samedi après-midi dès 1973. En 1981, la partie basse (de la rue Victor Hugo à la place Saint-Pierre) devient totalement piétonne, et en 1983, la totalité de l'axe est exclusivement réservé aux piétons. Elle est par ailleurs désormais comprise dans une zone de protection du patrimoine architectural, urbain et paysager d'environ 880 hectares.
Reliant l'esplanade du Maréchal Foch (square du palais de justice) et la place du Synode (devant la cathédrale Saint-Pierre), elle conserve de nombreuses façades de style Louis XV, Louis XVI ou plus rarement, Directoire. À l'angle de la rue Alsace-Lorraine et de la rue des Jacobins se dresse l'unique exemple de maison à colombages subsistant à Saintes. Derrière des façades presque entièrement refaites au XVIIIe siècle se cachent parfois des demeures bien plus anciennes (logis Renaissance au n°42). Un peu plus loin, l'échevinage (XVe siècle) est l'ancien siège de l'administration communale. Il abrite aujourd'hui un musée des beaux-arts. Un peu en retrait, le centre d'interprétation du patrimoine mêle éléments anciens et architecture moderniste. Il jouxte la médiathèque municipale François Mitterrand (ancien couvent des Jacobins) et son ancienne église de style gothique flamboyant.
Plusieurs rues et ruelles pittoresques sont directement reliées à la rue Alsace-Lorraine : du nord au sud, ce sont les rues Porte-Aiguière, du Rempart, Mauny, Victor Hugo, (place) de l'Échevinage, du Piège, de la Comédie et des Jacobins.
Principal axe du centre-historique, il est bordé de nombreux commerces de toute nature (épiceries fines, échoppes d'artisans, restaurants, bars, chaînes de restauration rapide et boutiques de souvenirs). Une galerie marchande (galerie Saint-Pierre) regroupe également plusieurs enseignes dans des domaines variés.

## Bâtiments remarquables et lieux de mémoire

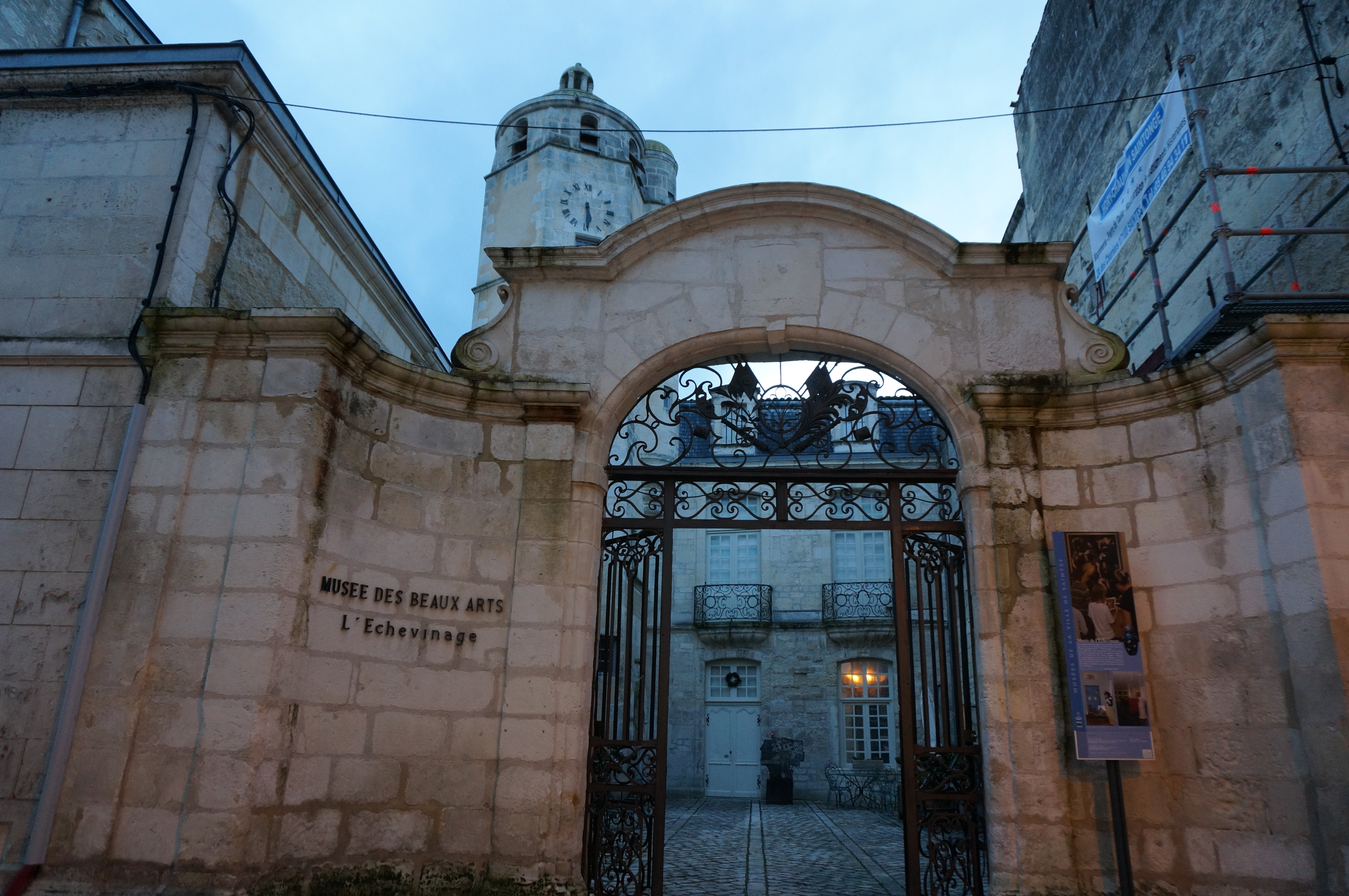
Musée de l'Échevinage de Saintes

- Musée de l'Échevinage de Saintes